# Edward Castellaz

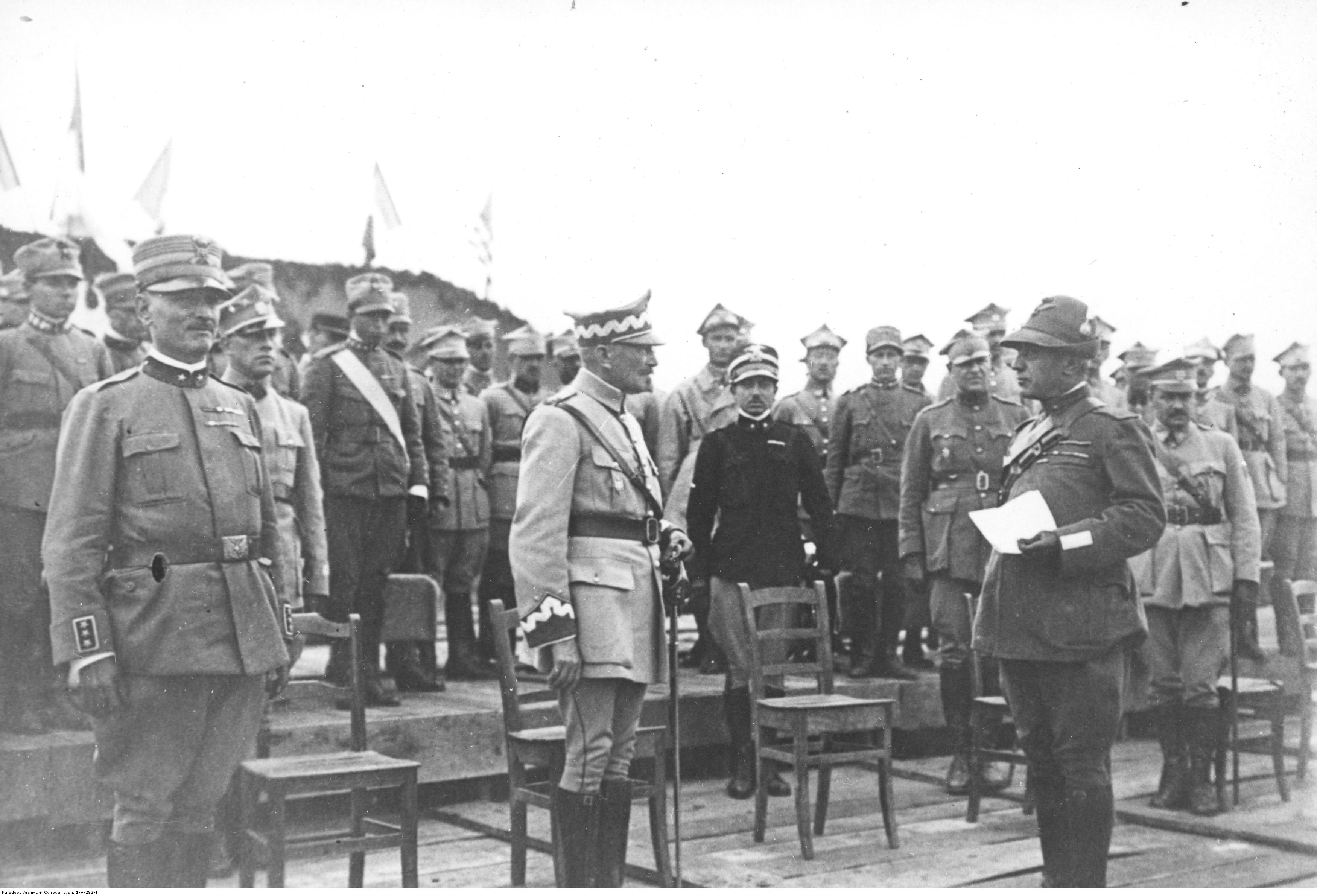
Wizyta generała Edwarda de Castellaz w polskim obozie wojskowym w La Mandria di Chivasso

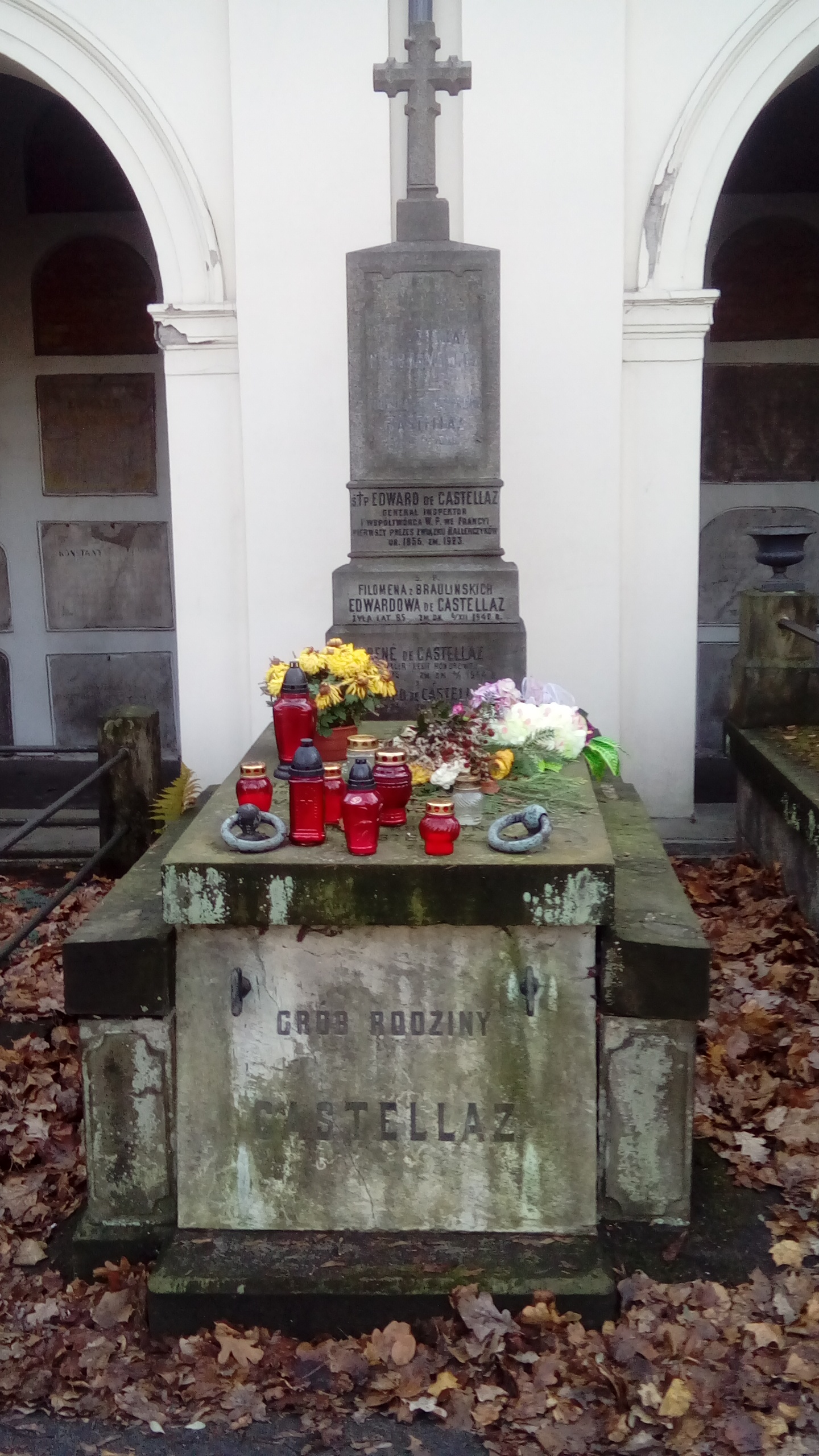
Grób Edwarda Castellaza na cmentarzu Powązkowskim

Edward de Castellaz (ur. 18 września 1855 w Skierniewicach, zm. 16 lutego 1923 w Warszawie) – generał brygady Wojska Polskiego, formalny zastępca dowódcy Armii Polskiej we Francji gen. Józefa Hallera. 

## Życiorys
Edward de Castellaz urodził się 18 września 1855 roku w Skierniewicach. Uczył się w gimnazjum realnym w Łowiczu i Włocławku, a następnie w Korpusie Kadetów w Warszawie. Od 1876 roku zawodowy oficer wojsk rosyjskich. W latach 1877–1878 uczestniczył w wojnie rosyjsko-tureckiej. Walczył w bitwie pod Plewną . 1 lipca 1903 roku powierzono mu dowództwo 6 Pułku Strzelców w Kielcach. W 1904 roku na czele tego oddziału wyruszył na wojnę rosyjsko-japońską. 6 grudnia 1905 roku został mianowany generałem majorem. 31 grudnia 1906 roku został dowódcą 2 Brygady 9 Dywizji Piechoty. W kwietniu 1907 roku został przeniesiony w stan spoczynku. Wyjechał do Francji i zamieszkał w Cannes . 
Wiosną 1919 roku został inspektorem oddziałów zapasowych Armii gen. Hallera w Skierniewicach. 20 maja 1920 został przyjęty do Wojska Polskiego z byłej armii gen. Hallera, z zatwierdzeniem posiadanego stopnia generała podporucznika, zaliczony do Rezerwy armii z jednoczesnym powołaniem do służby czynnej na czas wojny aż do demobilizacji i przydzielony do Stacji Zbornej dla oficerów w Warszawie. Następnie został wyznaczony na stanowisko zastępcy Generalnego Inspektora Piechoty przy Naczelnym Wodzu. Z dniem 1 kwietnia 1921 roku został przeniesiony w „stały stan spoczynku”, w stopniu generała podporucznika.
Był pierwszym prezesem (przewodniczącym zarządu) Związku Hallerczyków . Zmarł 16 lutego 1923 roku w Warszawie w wieku 67 lat. 20 lutego 1923, po uroczystym pogrzebie z honorami wojskowymi, któremu przewodniczył biskup polowy Stanisław Gall, został pochowany w grobowcu rodzinnym na cmentarzu Powązkowskim w Warszawie. Nad grobem przemawiał generał Józef Haller i podpułkownik Marian Dienstl-Dąbrowa) (aleja przy katakumbach, grób 35).

## Awanse
- podporucznik - 1 maja 1877
- chorąży Gwardii - 4 marca 1878
- podporucznik - 30 sierpnia 1878
- porucznik - 30 sierpnia 1883
- sztabskapitan - 24 kwietnia 1888
- kapitan - 5 kwietnia 1892
- pułkownik - 6 grudnia 1897
- generał major - 6 grudnia 1905